# Stenhammar (naturreservat)
Stenhammar är ett naturreservat i Flens kommun i Södermanlands län. Stenhammars naturreservat ligger sydväst om Stenhammars slott och cirka 3,5 kilometer sydväst om Flen. Naturreservatet bildades år 2008 och invigdes av kung Carl XVI Gustaf och Drottning Silvia den 5 oktober 2009. Reservatet omfattar en areal om 196,6 hektar land och vatten. Naturen består av barrnaturskog, ädellövhagmarker, hassellundar, öppna naturbetesmarker och betad strandäng.

## Beskrivning
Stenhammars naturreservat består av tre delar som avskiljs från varan genom riksväg 55 respektive Västra stambanan. I den norra och södra delen ingår delar av sjön Valdemaren. Stenhammar är ett typiskt sörmländskt herrgårdslandskap och präglas av den långa strandzonen mot sjön Valdemaren. Besökaren kan blicka ut över naturbetesmarker med främst grova jätteekar. Kulturhistoriska lämningar finns i form av fornborgen Stenhammar skans (RAÄ-nummer: Flen 10:1) i mellersta delen.  Här sträcker sig även stambanans gamla banvall som ursprungligen hade en något sydligare sträckning. Intill dess sydöstra sida märks en cirka 180 meter lång stenmur. I reservatets norra del ligger Stenhammars kohage som är ett Natura 2000-område.

## Bilder

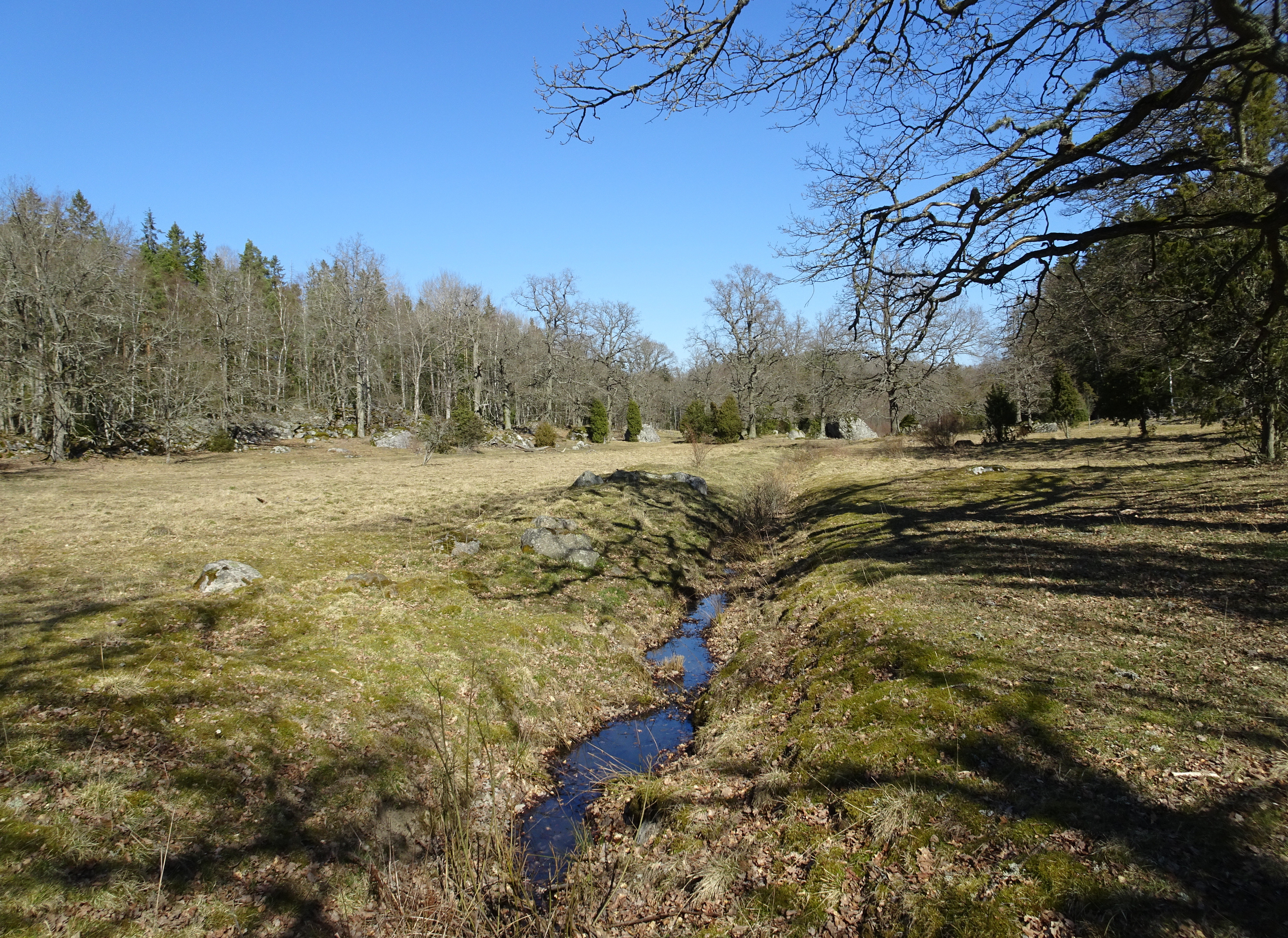
Naturbetesmarker
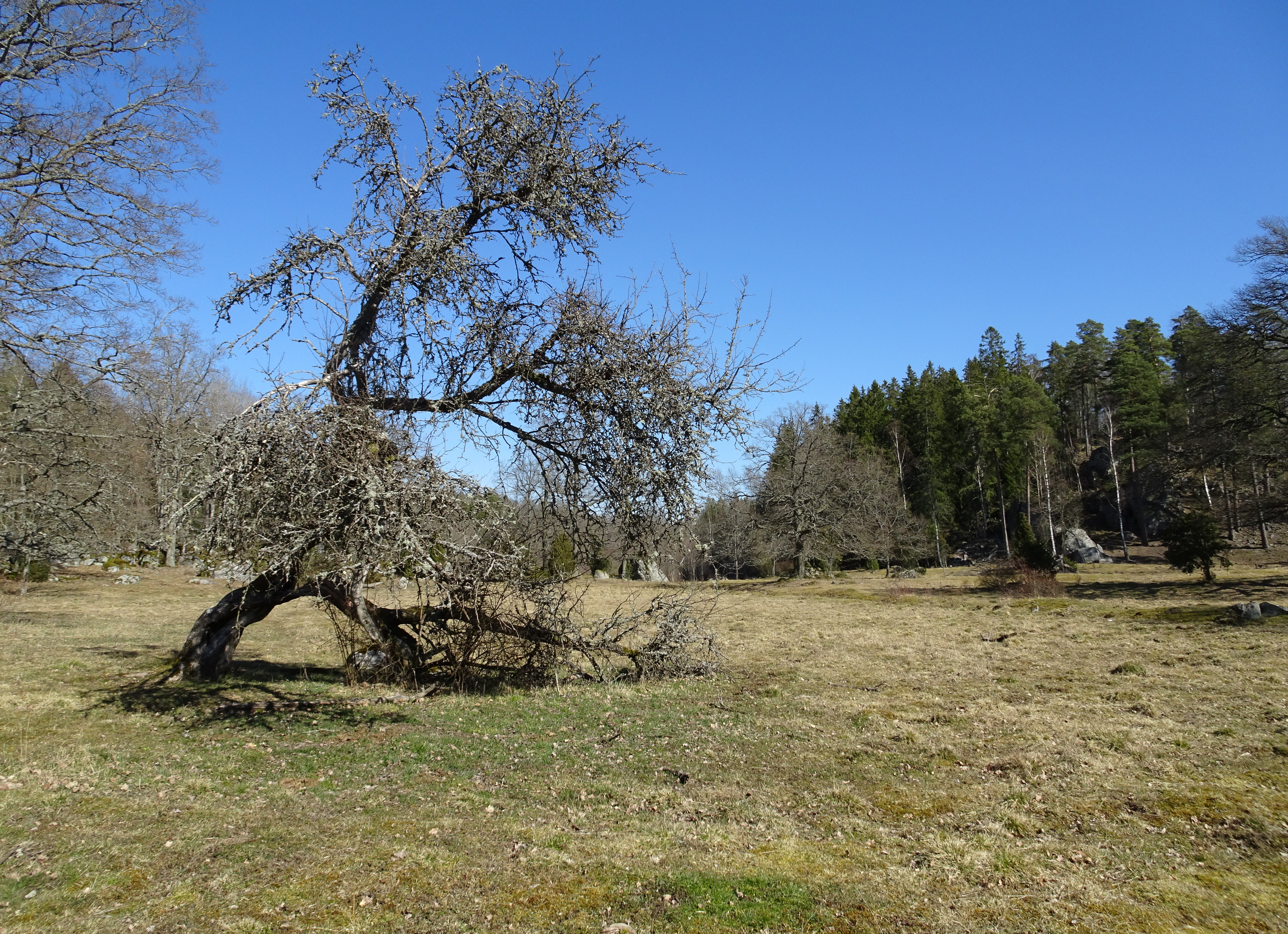
Naturbetesmarker
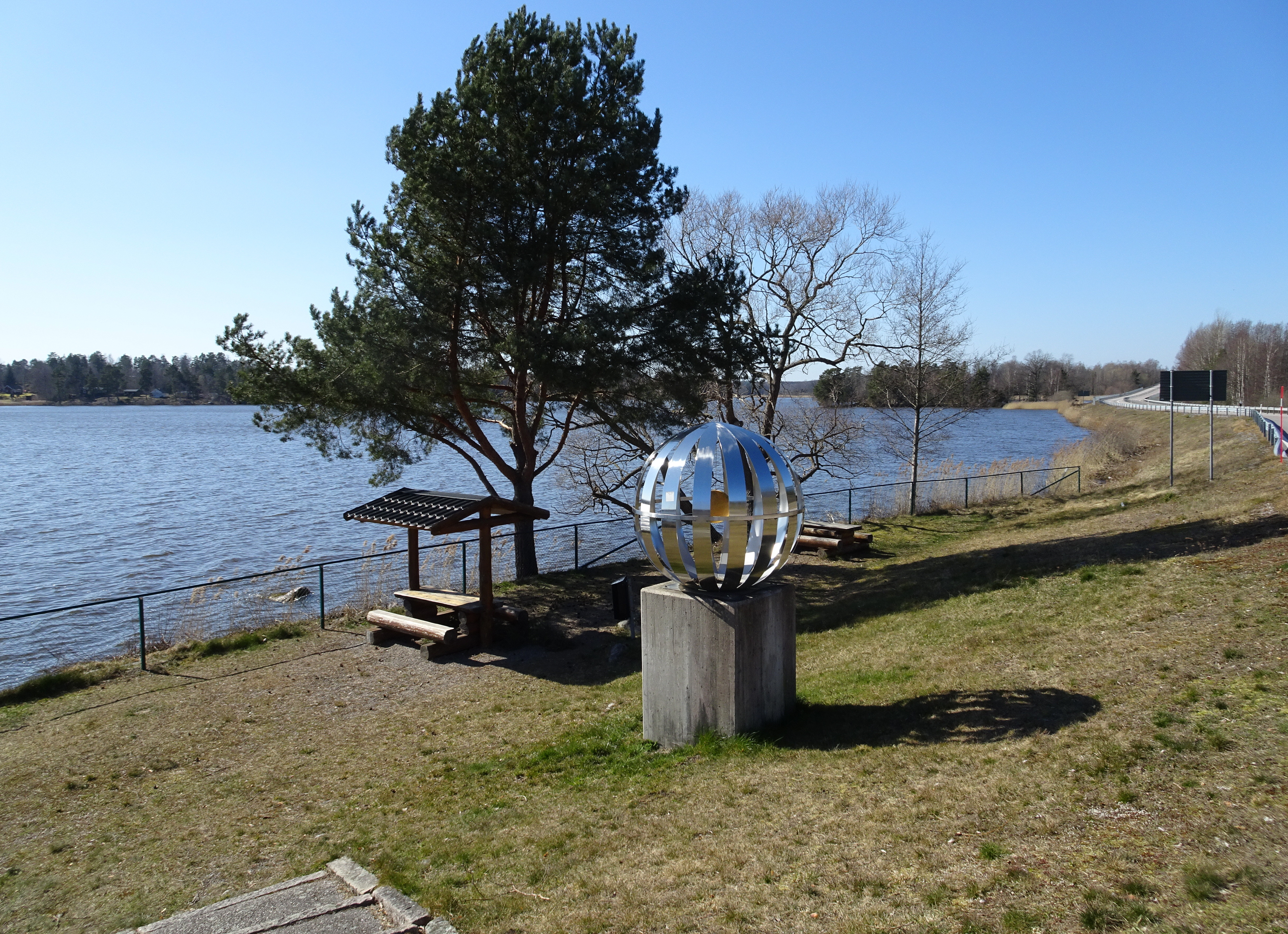
Valdemaren, södra del.
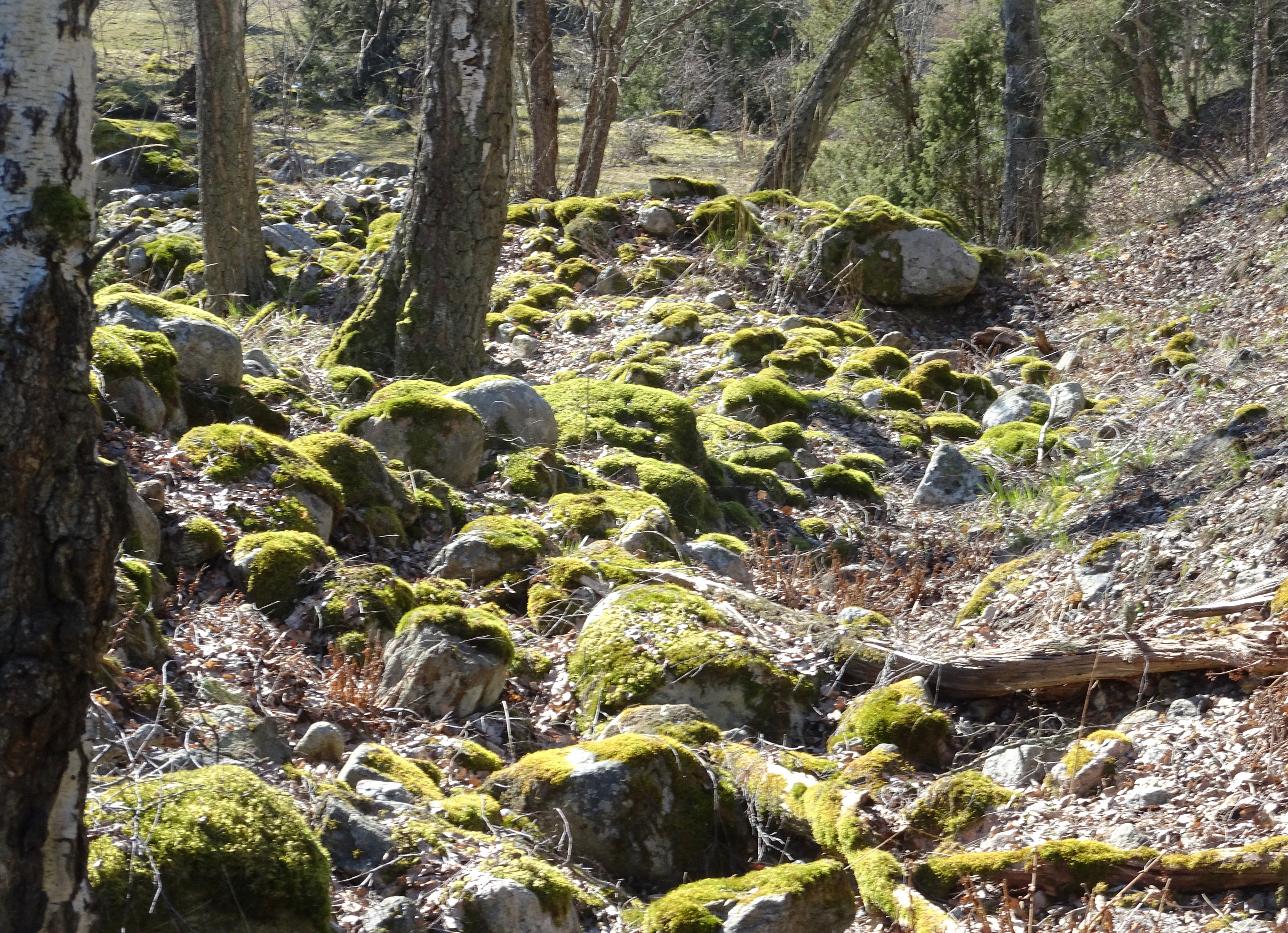
Fornborgen "Skansen".
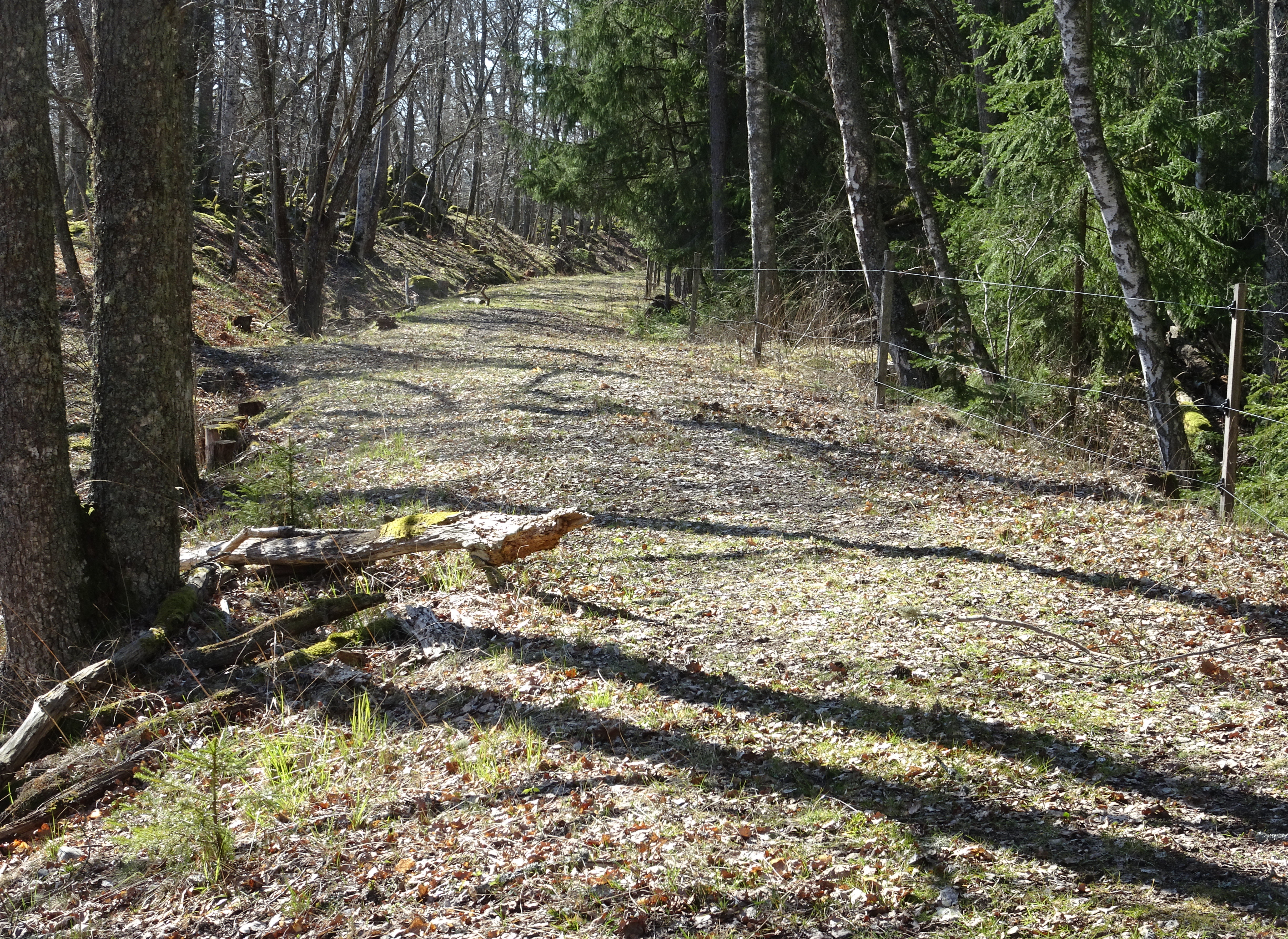
Gamla banvallen.
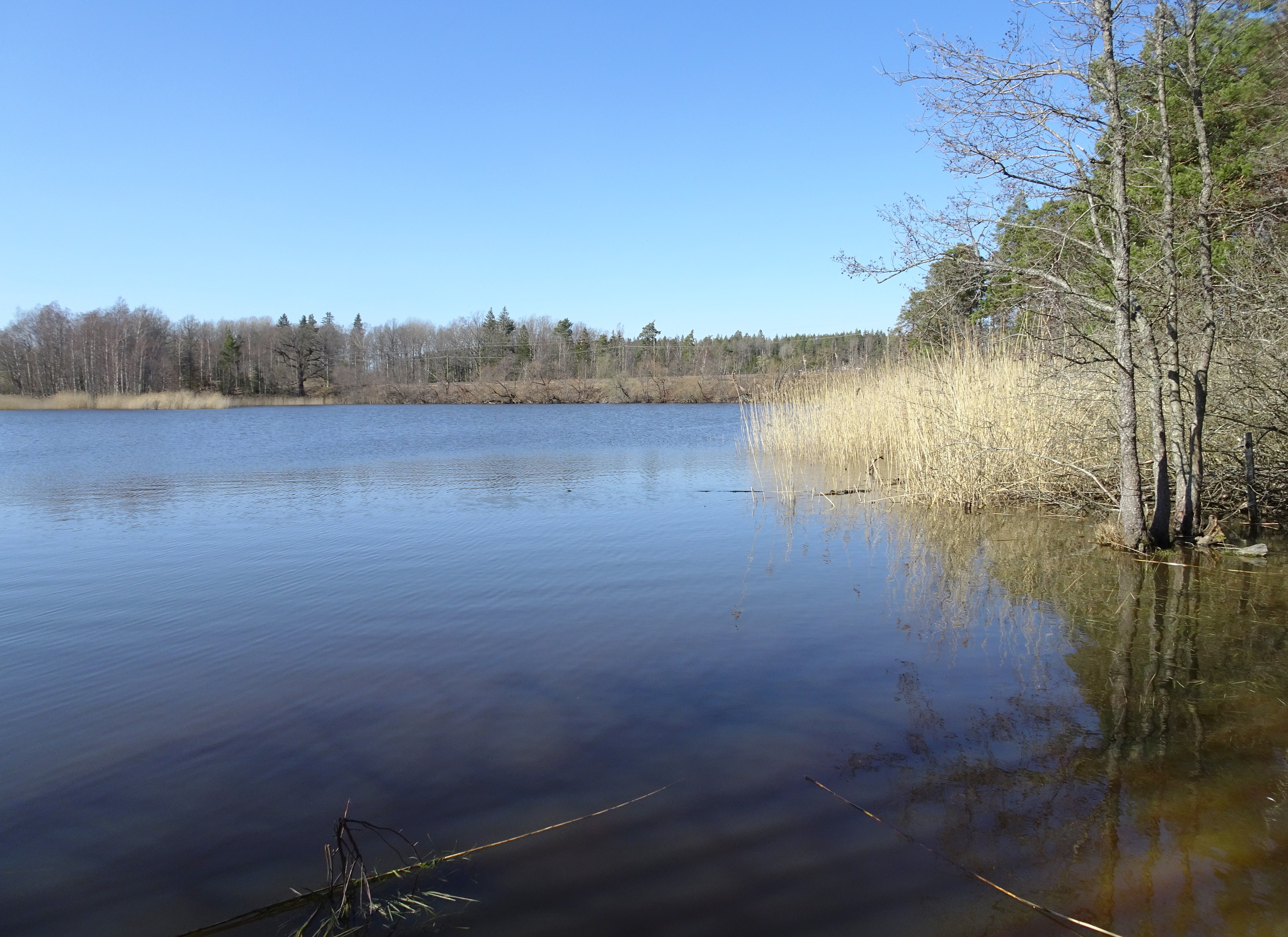
Valdemaren, norra del.